# Pühalepa
Pühalepa (německy Pühhalep) je vesnice v estonském kraji Hiiumaa, samosprávně patřící do obce Hiiumaa.
V obci se nachází známý kostel sv. Vavřince, který je nejstarší kostel na ostrově Hiiumaa. Zajimavostí jsou také bludný balvan Vanapagana a kamenná prehistorická mohyla Põlise leppe kivid.

## Galerie

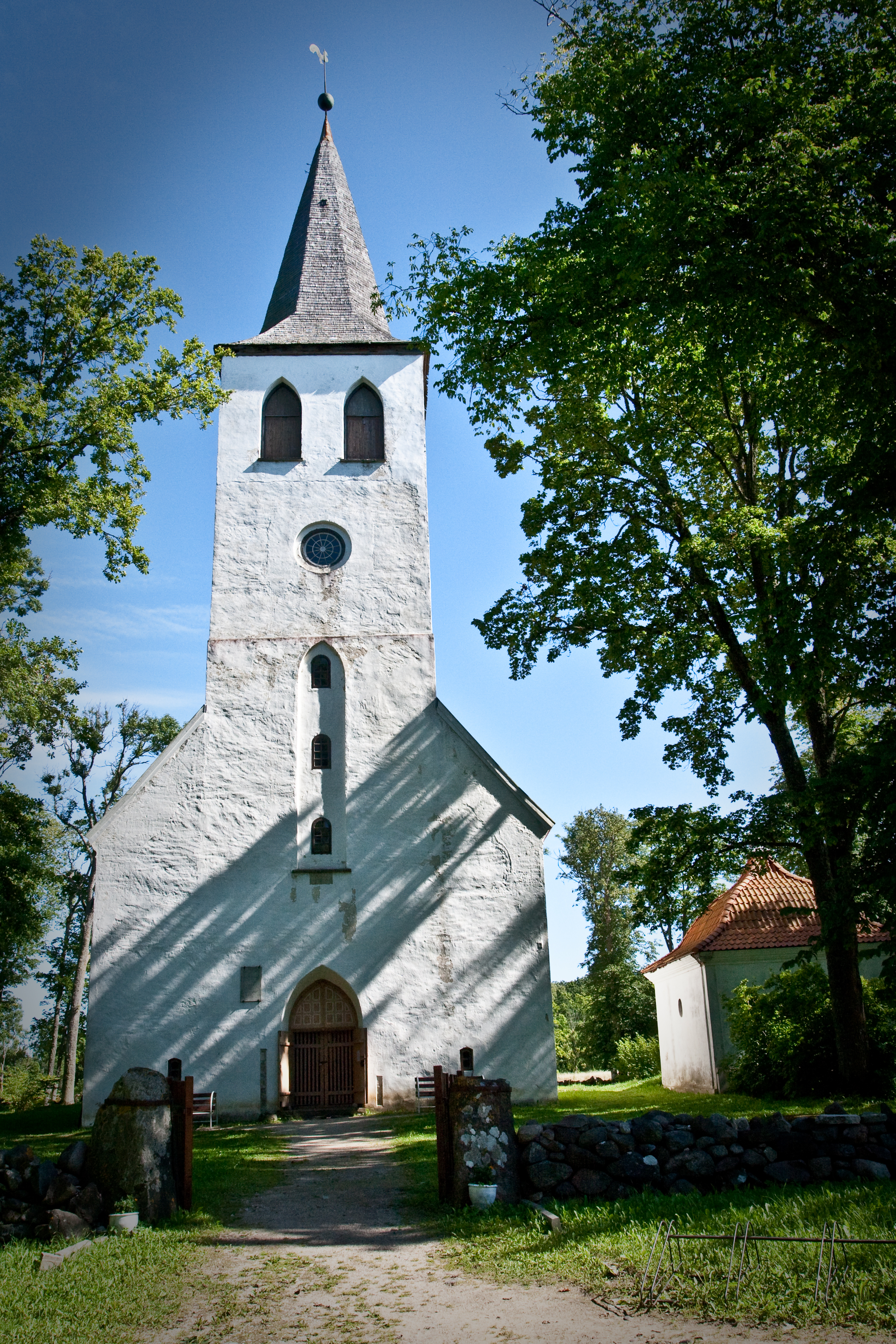
Kostel sv. Vavřince v Pühalepě
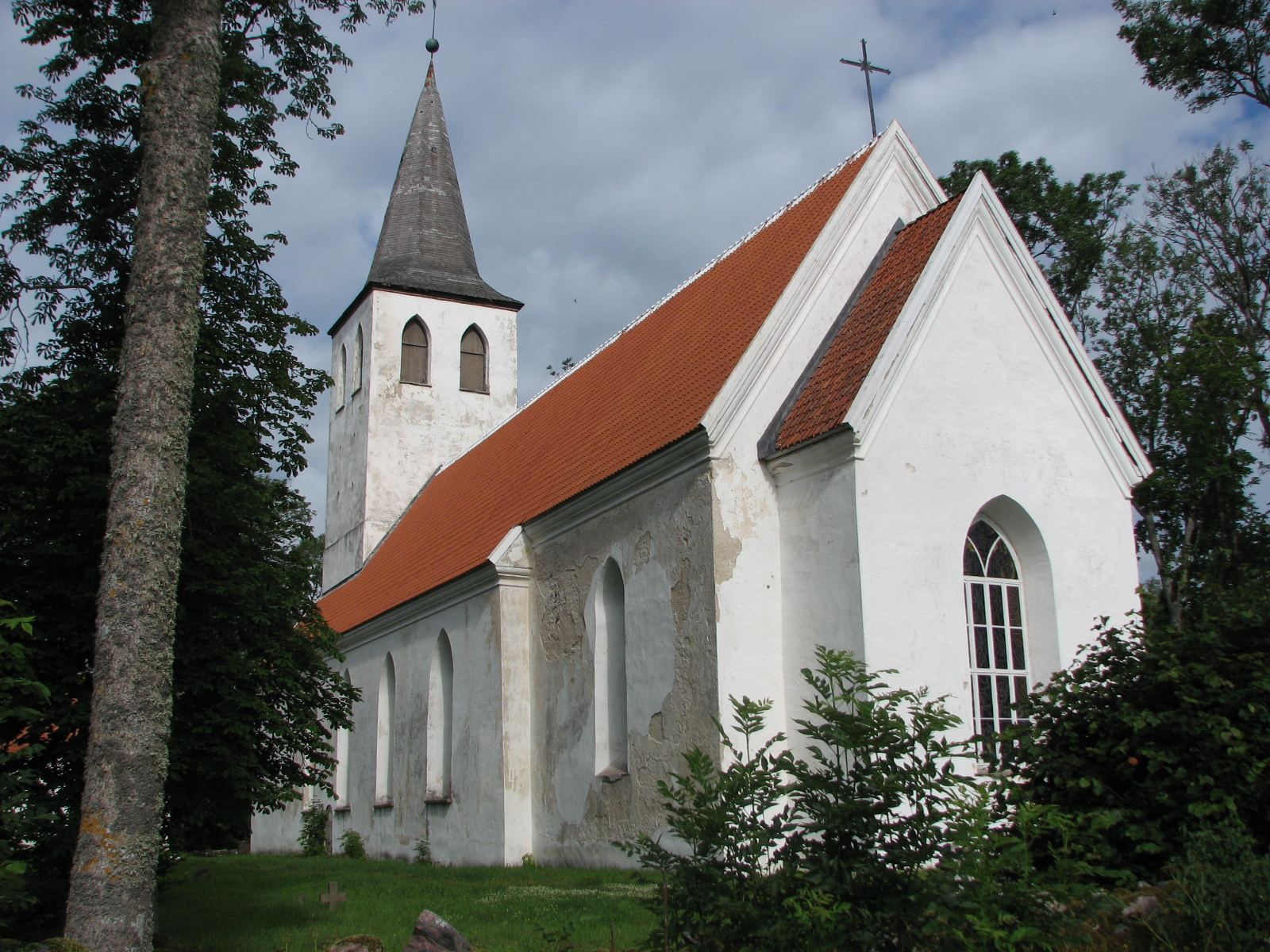
Pohled na kostel ze hřbitova
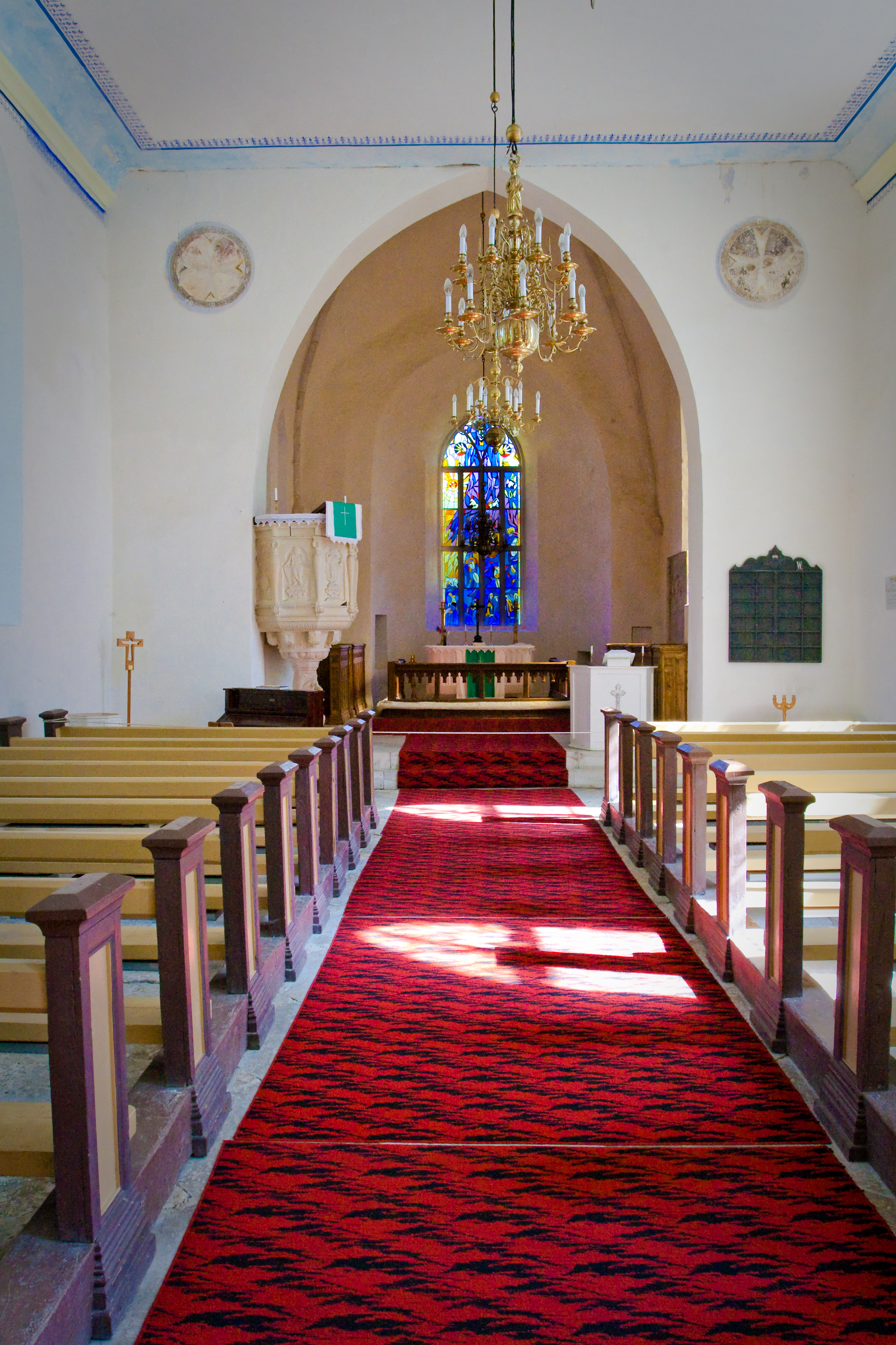
Interiér kostela
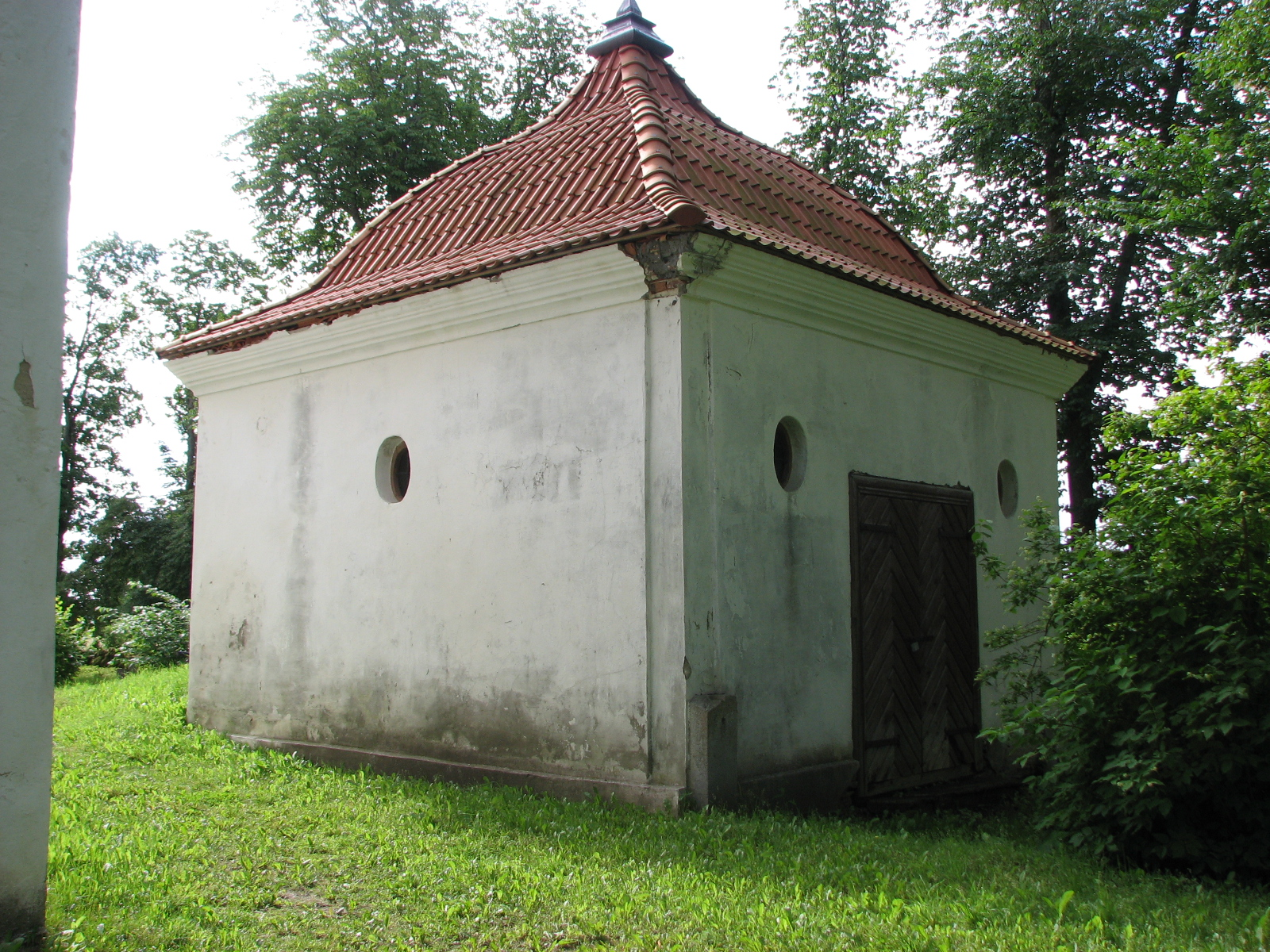
Márnice